# Сандаки (Котельничский район)
Сандаки — деревня в Котельничском районе Кировской области, входит в состав Покровского сельского поселения.

## География
Деревня находится на расстоянии 40 км к юго-западу от города Котельнич, административного центра района.

### Часовой пояс
Деревня Сандаки, как и вся Кировская область, находится в часовой зоне МСК (московское время). Смещение применяемого времени относительно UTC составляет +3:00.

## Население
| 2010 |
| ---- |
| 11   |